# Gloria Gaynor
Pour les articles homonymes, voir Gaynor.
Gloria Gaynor, de son vrai nom Gloria Fowles, née le 7 septembre 1943 à Newark dans le New Jersey, est une chanteuse américaine. Elle est connue pour ses interprétations de titres disco tels que I Will Survive, Never Can Say Goodbye, I Have a Right et I Am What I Am.

## Biographie

### Jeunesse et formation
Gloria Fowles est la fille de Queenie May Proctor et Daniel Fowles, elle a six frères et sœurs. Son père abandonne sa famille pour jouer dans des orchestres de jazz.
Elle écrit dans son autobiographie : « Il y a toujours eu de la musique à la maison ». À la radio, elle écoute des chanteurs tels que Nat King Cole et Sarah Vaughan.
À 12 ans, elle est victime d'une agression sexuelle commise par le compagnon de sa mère.
À la fin de ses études secondaires à la Newark’s Southside High School, elle s'oriente vers une carrière de chanteuse. Pour tranquilliser sa mère qui se soucie pour l’avenir de sa fille, elle suit des cours d’esthéticienne.

### Carrière

#### Débuts
Gloria Gaynor commence sa carrière comme chanteuse des Soul Satisfiers, un groupe de jazz/pop, durant les années 1960. Son premier single est She'll Be Sorry/Let Me Go Baby, sorti en 1965.
Elle est découverte par Jay Ellis, qui devient son agent artistique et producteur.
Le succès vient en 1975 avec la sortie de son album Never Can Say Goodbye produit par Meco Monardo, la chanson titre est un remake des Jackson Five. L'album l'établit comme une artiste de genre disco. La première face de cet album comprend trois chansons disco (Honey Bee, Never Can Say Goodbye et Reach Out, I'll Be There), qui s’enchaînent l'une après l'autre de façon continue, suite de 19 minutes vite demandée dans les discothèques.

#### Succès

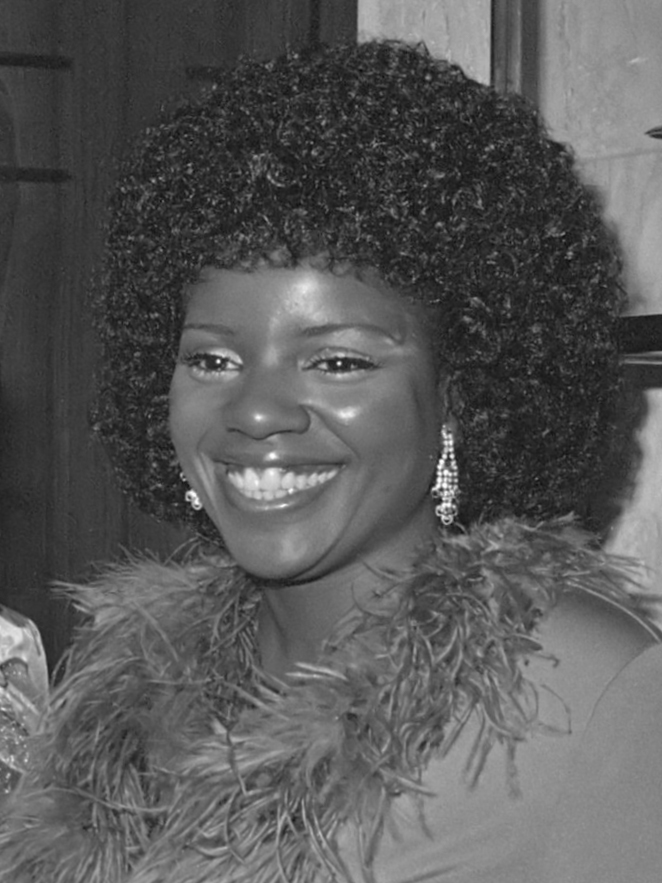
Gloria Gaynor (1976).

En 1978, la sortie de Love Tracks la propulse dans le haut du classement des ventes pop grâce au titre I Will Survive. La chanson devient un emblème du féminisme et des LGBT.
Lors d'une tournée, en 1978, elle est victime d'une mauvaise chute, elle se retrouve paralysée et doit subir une opération chirurgicale de la colonne vertébrale dont elle gardera des séquelles,.
Fin 1979, elle sort l'album I Have a Right, qui contenait un autre tube populaire aux États-Unis (Let Me Know I Have A Right).
En 1979, Gloria Gaynor enregistre également un titre disco (Love Is Just A Heartbeat Away) pour un film de vampires, Nocturna (en).
Elle connaît encore un succès en 1993 en sortant le tube First be a Woman.
En 2019, elle sort un album de chant gospel, Testimony (Témoignage), enregistré au RCA Studio A de Nashville,. Le 19 juin 2019, le magazine Billboard signale que l'album fait son entrée dans le Top Gospel Albums Chart.
En 2022 elle participe à la saison 8 de The Masked Singer, sous le costume de la Sirène. 
En mai 2024, elle participe à l'émission française  Mask Singer. Elle est invitée en tant que star internationale sous le costume de la reine de glace.  

### Opinion politique
Le 11 avril 2016, elle dit son admiration pour Barack Obama et déplore de façon allusive la candidature de Donald Trump.

## Distinctions et hommages
- 1979 : Lauréate d'un Grammy Awards[20], catégorie Meilleur enregistrement de disco pour son interprétation de I Will Survive[21].
- 2012 : I Will Survive traverse les décennies ; 34 ans après, son interprétation est classée n° 2 des Meilleures chansons de disco après Stayin'Alive par les Bee Gees et avant I Feel Love par Donna Summer[22].
- 2016 : son interprétation de I Will Survive, est inscrite au Registre national des enregistrements[23] de la Bibliothèque du Congrès[24],[25].
- 2018 : I Will Survive est classée n° 3 au Top 50 des chants revendiqués par la communauté des LGBT américains pour les Gay pride, juste après Born This Way de Lady Gaga, et avant True Colors de Cyndi Lauper[26].
- 2019 : Gloria Gaynor est honorée par le National Museum of African American Music (en) avec George Clinton et Doug E. Fresh[27],[28].

### Reprise
Le titre I Will Survive est repris comme hymne de l'Équipe de France de football à la Coupe du monde 1998 dans une version remixée par le groupe néerlandais Hermes House Band,.

## Discographie

### Albums

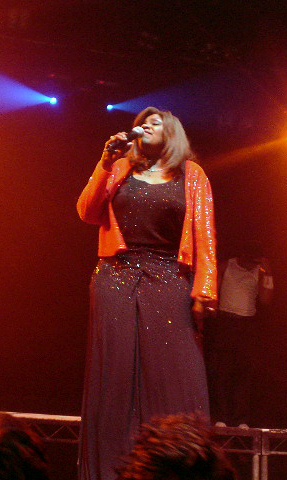
Gloria Gaynor en concert en 2003.

- 1975 - Never Can Say Goodbye
- 1975 - Experience Gloria Gaynor
- 1976 - I've Got You
- 1977 - Glorious
- 1978 - Park Avenue Sound
- 1978 - Love Tracks
- 1979 - I Have A Right
- 1980 - Stories
- 1981 - I Kinda Like Me
- 1982 - Hit parade
- 1983 - Gloria Gaynor
- 1984 - I Am Gloria Gaynor
- 1986 - The Power of Gloria Gaynor
- 1990 - Gloria Gaynor'90
- 1992 - Love Affair
- 2003 - I Wish You Love
- 2006 - The Answer
- 2019 - Testimony

### Compilations
- 1977 - The Best of Gloria Gaynor
- 1982 - Greatest Hits
- 1995 - I'll Be There

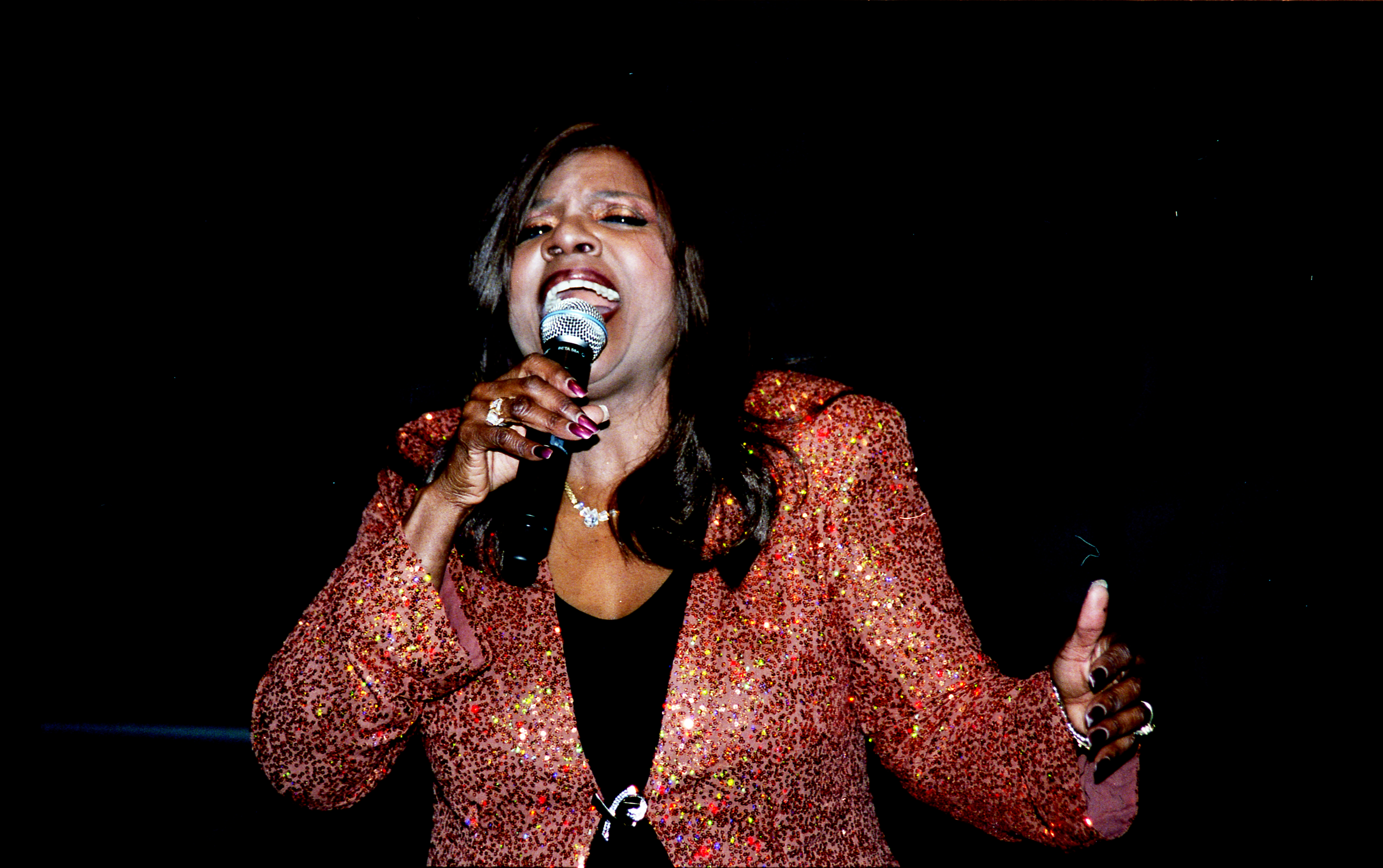
Gloria Gaynor en concert en 2012.

- 1998 - I Will Survive: The Anthology
- 2000 - 20th Century Masters: The Millennium Collection: The Best of Gloria Gaynor
- 2001 - The Gloria Gaynor Album
- 2001 - Ten Best: The Millennium Versions
- 2007 - All The Hits Remixed

### Chansons
- Never Can Say Goodbye
- Honey Bee
- Reach Out I'll Be There
- Casanova Brown
- (If You Want It) Do It Yourself
- How High The Moon
- Let's Make A Deal
- I've Got You Under My Skin
- Be Mine
- We Can Start All Over Again
- Life Ain't Worth Livin
- Why Should I Pay
- You're All I Need To Get By
- Kidnapped
- Substitute
- I Will Survive
- Anybody Wanna Party
- I Said Yes

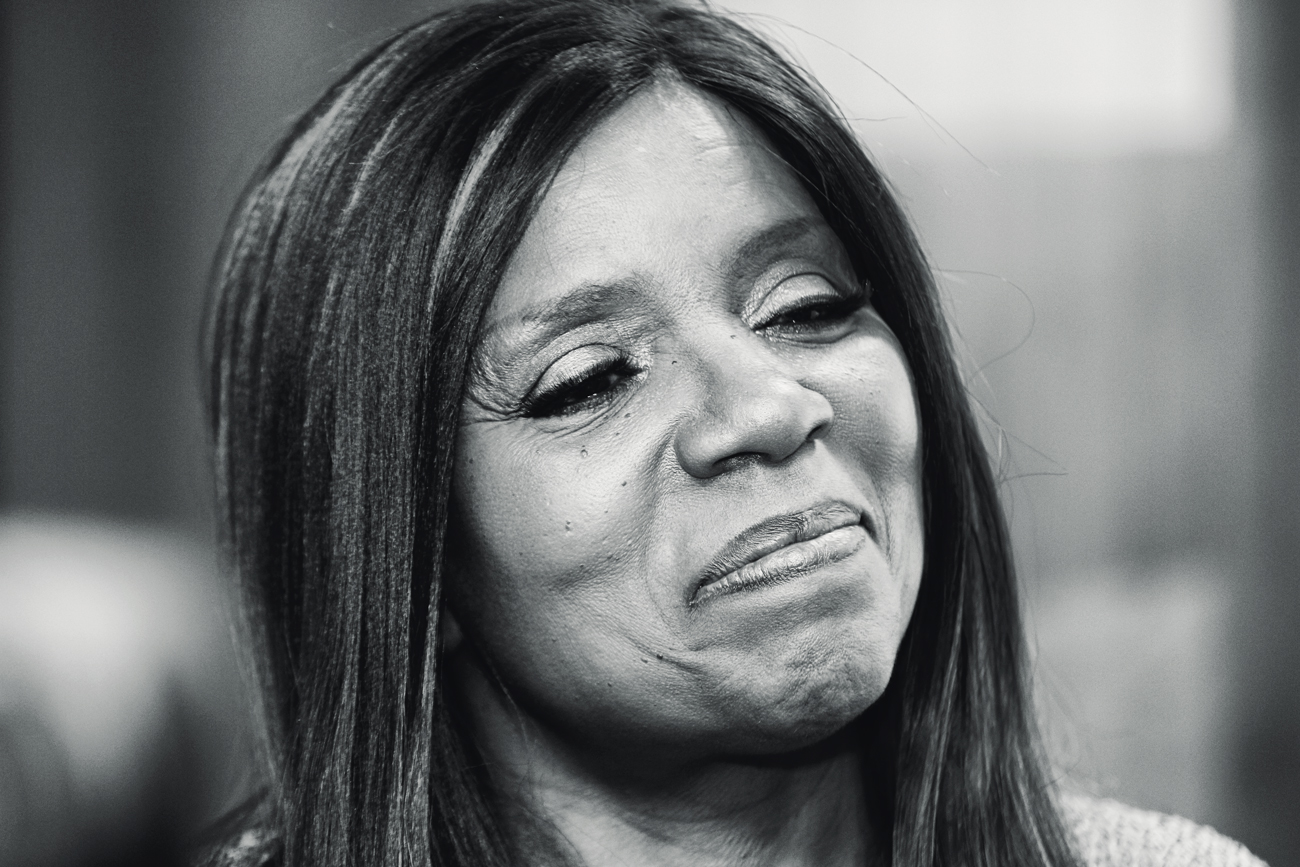
Gloria Gaynor en 2012.

- Love Is Just A Heartbeat Away (du film Nocturna)
- Let Me Know (I Have A Right)
- Let's Mend What's Been Broken
- I Am What I Am (reprise de la comédie musicale La Cage aux folles)
- Mighty High (featuring The Trammps)
- Just Keep Thinking About You
- I Never Knew
- First To Be A Woman
- Love Affair
- Oh, What A Life
- Rippin' It Up
- Perfect World
- Set Me Free
- The Power of a Woman in Love (from the Musical Rebecca)
- Can't Take My Eyes Off You (I Love You Baby)

## Publication
- (en-US) I Will Survive, St. Martin’s Press, 1997